# Stabbing the Drama
Stabbing the Drama är Soilworks sjätte musikalbum, utgivet 2005. Det är lite mindre melodiskt än föregångaren Figure Number Five men är i gengäld mycket hårdare. Två singlar släpptes från albumet, "Stabbing the Drama" och "Nerve".

## Låtlista
1. "Stabbing the Drama"
2. "One With the Flies"
3. "Weapon of Vanity"
4. "The Crestfallen"
5. "Nerve"
6. "Stalemate"
7. "Distance"
8. "Observation Slave"
9. "Fate in Motion"
10. "Blind Eye Halo"
11. "If Possible"
12. "Wherever Thorns May Grow" (bonuslåt på den japanska utgåvan)